# Zalea mathisi
Zalea mathisi är en tvåvingeart som beskrevs av Mcalpine 2007. Zalea mathisi ingår i släktet Zalea och familjen Canacidae. Inga underarter finns listade i Catalogue of Life.